# Vodní nádrž Amerika
Vodní nádrž Amerika je hypotetická přehradní nádrž v Plzeňském kraji, jejíž lokalita patří mezi území chráněná pro akumulaci povrchových vod. Nachází se u samoty Amerika, nedaleko Strašic. Dokumentace díla byla vytvořena v roce 1974. Vodní nádrž by byla napájena nejenom Klabavou, ale také Třítrubeckým potokem a potokem Rezervou. Na území, které by nádrž zatopila, se nachází lovecký zámeček Tři Trubky. Nádrž by sloužila jako vodní zdroj, dále také k ochraně proti povodním a nadlepšování průtoků na Klabavě. S výstavbou přehrady ovšem nesouhlasilo ministerstvo obrany, neboť v době zařazení mezi lokality pro akumulaci povrchových vod se území nacházelo ve vojenském újezdu Brdy. Navíc by nádrž zasahovala do EVL Brdy a zatopila by území s výskytem kriticky ohroženého raka kamenáče a silně ohrožených čápa černého, včelojeda lesního, krahujce obecného, holuba doupňáka a žluvy hajní.

## Stavba
hráz je plánovaná jako kamenitá se zemním těsněním. Převažující účel vodního díla je plánován jako vodárenský.[zdroj?]

## Základní data

### Nádrž
- kóta dna nádrže: 523,00 m n. m.
- kóta hladiny stálého nadržení: 530,00 m n. m.
- kóta hladiny zásobního prostoru: 572,00 m n. m.
- kóta retenčního ovladatelného prostoru: 572,00 m n. m.[zdroj?]

### Hráz
kamenitá se zemním těsněním
- kóta koruny: 574,00 m n. m.
- délka koruny: 930 m
- výška hráze nade dnem: 51 m[zdroj?]